# Willis Van Devanter
Willis Van Devanter (ur. 17 kwietnia 1859, zm. 8 lutego 1941) – amerykański prawnik. 
Prezydent William Taft wysunął jego kandydaturę do Sądu Najwyższego Stanów Zjednoczonych 16 grudnia 1910 roku i uzyskała ona formalną akceptację Senatu Stanów Zjednoczonych 3 stycznia 1911. W Sądzie Najwyższym Stanów Zjednoczonych zasiadał przez ponad 26 lat do 2 czerwca 1937 roku, kiedy ustąpił.